# Felix, Regula et Exuperantius

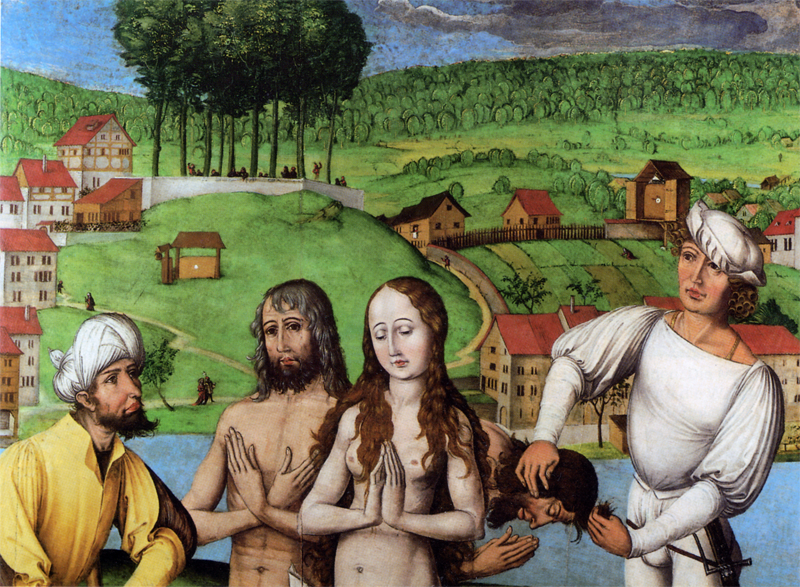
Représentation du XVe siècle de Felix, Regula et Exuperantius.

Felix, Regula et Exuperantius sont les trois saints patrons de la ville de Zurich. Ils sont célébrés le 11 septembre.

## Légende
D'après la légende, Felix et Regula sont un frère et une sœur dont les vies croisent la légion thébaine au moment du martyre, sans que plus de précisions n'existent sur le sujet. Ils échappent aux exécutions qui ont lieu à Agaune et fuient à Glaris. Puis, ils poursuivent leur périple jusqu'à Zurich. Sur place, ils prêchent les Évangiles et baptisent quelques habitants. Arrêtés, ils sont décapités par les autorités romaines et leurs corps jetés dans la Limmat. Toutefois, leurs corps se saisissent des têtes et après être sortis de l'eau les amènent sur le lieu de leur inhumation.
Ce récit est issu du codex 265 de la Bibliothèque de l'abbaye de Saint-Gall, un texte daté par les spécialistes au VIIIe siècle. Rédigé par un certain Florencius, ce texte constitue le plus ancien témoignage de la légende de Felix et Regula .
En ce qui concerne Exuperantius, personnage souvent associé à Felix et Regula dans leurs martyres, une tradition orale locale plus tardive (aux alentours du XIIIe siècle) l'introduit comme un compagnon de foi des deux premiers. Toutefois, aucun élément ne semble le relier à la légion thébaine.

## Jour de fête
Le texte du codex 265 se termine en indiquant que la fête des saints est célébrée le troisième jour avant les Ides de septembre (III Idus Septembris), c'est-à-dire le 11 septembre. Dans la Zurich médiévale, la fête des saints de la ville est célébrée par une procession. Dans son Liber Ordinarius, Conrad de Mure décrit le déroulement de cette procession au XIIIe siècle. 
Bien que la Réforme supprime le culte des saints, Zwingli conserve le 11 septembre comme jour férié. Jusqu'au XIXe siècle la Zürichilbi (kermesse de Zurich) se déroule ce jour-là. À partir du XVIIe siècle, le Knabenschiessen (tir des jeunes garçons), a aussi lieu à Zurich le 11 septembre. Avec sa réintroduction moderne en 1899, le tir des jeunes garçons est cependant déplacé au deuxième week-end de septembre.
Au début du XXe siècle, l'origine de cette date est controversée parmi les chercheurs.  Germain Morin (1927) soutient que les saints de la ville de Zurich proviennent à l'origine d'un martyrologe de l'Antiquité tardive, le Calendarium Carthaginense du VIe siècle. Ce calendrier n'est transmis que par l'exemplaire du savant français Jean Mabillon. L'original, déjà très abîmé à l'époque, est depuis longtemps perdu. Dans ce calendrier, trois martyrs sont mentionnés pour le troisième jour avant les calendes de septembre (III Kalendas Septembris, soit le 30 août): Felix, Eva et Regiola.  Ces saints y sont associés au groupe des martyrs d'Abitène, mis à mort dans la province romaine d'Afrique proconsulaire. Au VIIIe siècle l'adoption du culte des martyrs d'Abitène à Zurich semble encore récente puisque leurs noms manquent dans d'autres martyrologes de l'époque, comme par exemple celui de Raban Maur. Poeschel (1945) établit quant à lui un lien avec la Regulakirche de Coire et suggère que les reliques de cette Regula sont transférées de Coire à Zurich, et que saint Félix lui est ensuite attribué en tant que frère, sur la base du Calendarium Carthaginense . 
En outre, certaines sources suggèrent que l'écart entre les dates est dû à une erreur de recopiage, l'abréviation Kl étant par erreur écrite Id. Ainsi, la date III Kl. Sept. (30 août) serait devenue celle du III Id. Sept. (11 septembre). 